# 영 어덜트
영 어덜트(young adult)는 의학 및 사회과학에서 일반적으로 청소년기 이후의 사람을 의미하며, 때로는 중복되는 경우도 있다. 영 어덜트의 자격에 대한 정의와 의견은 다양하며, 에릭 에릭슨의 인간 발달 단계와 같은 작품이 용어 정의에 큰 영향을 미친다. 일반적으로 이 용어는 대략 18세에서 40세 사이의 성인을 지칭하는 데 자주 사용되며, 좀 더 포괄적인 정의에서는 정의를 40대 초반에서 중반까지 확장한다. 인간 발달의 청년기 단계는 중년기 이전이다.
문학계에서 영 어덜트라는 용어는 12세 또는 13세 이하의 어린이를 대상으로 하는 도서인 영 어덜트 문학의 독자를 대상으로 비공식적으로 또는 마케팅 의미로 사용되는 경우가 많다. 법이나 대부분의 문화권에서 종교 밖에서는(예를 들어 유대교의 바 미츠바(Bat Mitzvah)) 성인으로 간주되지 않으며, 사춘기부터 시작되는 생물학적 성인의 전통은 구식이 되었다.

## 같이 보기
- 청년